# Wigginsia arechavaletae
Wigginsia arechavaletae là một loài thực vật có hoa trong họ Cactaceae. Loài này được (Speg.) D.M. Porter miêu tả khoa học đầu tiên năm 1964.